# 土卡河
土卡河，位于中华人民共和国云南省江城哈尼族彝族自治县东南部，是李仙江右岸支流，上游称坝伞河，发源于江城县国庆乡哈播村老苏寨脚，蜿蜒向东南流经曲水镇白沙水、坝伞村、大地、绿满村等村，于怒那村石门坎村小组以北右纳整康河后转东北流，始称“土卡河”，最终于于高山村委会土卡河村小组汇入李仙江。土卡河村也是李仙江出国境前沿岸最后一个村寨。河长57.2千米，落差1047.8米，流域面积364.2平方千米。年均径流量5.49亿立方米。流域地处无量山末端，以中低山地为主，沟壑纵横。气候属南亚热带季风气候，湿热多雨，季节不明。流域内多种植橡胶。
“土卡”为傣语，“卡”意为“地方”，“土卡”意为“他依靠的地方”。该名原指江城县的土卡河村，是往来人员渡江寄宿处，后用来明明该段河流。